# Alan Ford (Comic)

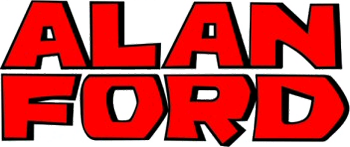
Logo des Alan Ford

Alan Ford ist eine italienische Comic-Serie des Autors Max Bunker (Luciano Secchi) und des Zeichners Magnus (Roberto Raviola). 
Der Comic wird seit 1969 herausgegeben. Thema sind die Abenteuer von Agenten des Geheimdienstes in einer schwarzhumorigen und satirischen Weise. Außer in Italien war der Comic auch im ehemaligen Jugoslawien sehr populär. Eine Ausgabe in Frankreich und Brasilien war nicht sehr erfolgreich.
In den ersten Folgen konzentrierte sich der Comic auf die Abenteuer des Agenten Alan Ford, welcher in späteren Ausgaben Teil der Gruppe TNT ist. Diese besteht aus ausrangierten Agenten, die ihr Hauptquartier in einem Blumenladen in New York haben. Sie sind unfähig und faul, aber intelligent und schlau wenn es um ihre persönlichen Interessen geht. Chef ist der im Rollstuhl sitzende Number One, der das von der Regierung an die Gruppe für geheime Missionen gezahlte Geld für sich behält und den Agenten nur Hungerlöhne zahlt. Weitere Protagonisten sind der kleine und cholerische, aber schlaue Bob Rock; Sir Oliver, ein englischer Snob mit Organisationstalent; Grunf, ein Weltkriegsveteran mit Erfindungsreichtum, dessen Erfindungen jedoch lebensgefährlich sind; Jeremiah, ein alter Hypochonder, der nur den Blumenladen bewachen soll; The Boss, die rechte Hand von Number One. Dazu gehören auch der Papagei Clodoveo, der Hund Cirano und der fette Hamster Squitty.
Drei Jahre vor der Erstausgabe 1969 hatten Luciano Secchi und Roberto Raviola die Idee zu einem Agentencomic als Satire auf die Abenteuer von James Bond. Raviola zeichnete die ersten 75 Ausgaben und wurde dann 1975 von Paolo Piffarerio ersetzt. 1983, als die Reihe zu einem anderen Verlag wechselte, wurde der Comic von Raffaele della Monica und Giuliano Piccinnino gezeichnet. Aktueller Zeichner ist Dario Perucca mit Koloration von Omar Pistolato. 
Die Reihe wird heute noch in Italien und den ehemaligen jugoslawischen Staaten herausgegeben.